# Moontale
Il MoonTale Festival è una festival estivo caratterizzato da una serie di eventi, principalmente a carattere musicale, che dal 1997 si svolge ogni anno nel mese di luglio nel comune di Montale, in provincia di Pistoia.

## Storia
Il luogo dove si svolge il MoonTale Festival è denominato parco dell'Aringhese, il quale, grazie alla particolare conformazione del terreno, è in grado di ricreare un anfiteatro naturale.
La particolarità di questo festival è data dal fatto che ogni anno alcuni concerti sono realizzati in forma gratuita, cosa che comporta un grande sforzo da parte di un piccolo comune come Montale.
Negli anni si sono esibiti gratuitamente per il pubblico: Bluvertigo, Bandabardò, Modena City Ramblers, Edoardo Bennato, Enrico Ruggeri, Elio e le Storie Tese, Daniele Silvestri, Samuele Bersani, Paola Turci, Irene Grandi, Pupo, Velvet, Simone Cristicchi, Cristina Donà, Tricarico, Fabri Fibra.
La particolarità di tale locazione ha fatto sì che i numerosi artisti che vi hanno partecipato siano diventati i primi sponsor della manifestazione.

## Edizioni recenti
- 2005 - A questa edizione hanno partecipato: Mario Venuti - Daniele Silvestri - Eugenio Finardi - Velvet - Simona Bencini - Omar Pedrini - Cry Baby.

- 2006 - A questa edizione hanno partecipato: Simone Cristicchi - Nomadi - Pupo - Riccardo Maffoni - Gianluca Grignani - Ron - Inti Illimani - Linea 77.

- 2007 - A questa edizione hanno partecipato: Max Gazzè - Marina Rei - Daniele Silvestri - Irene Grandi - Tiromancino.

- 2008 - A questa edizione hanno partecipato: Cristina Donà - Tricarico - Max De Angelis - Elio e le Storie Tese - Fabri Fibra - Max Gazzè.